# Mallosia theresae
Mallosia theresae là một loài bọ cánh cứng trong họ Cerambycidae.